# بوئینگ مدل ۶دی
بوئینگ مدل ۶دی (به انگلیسی: Boeing Model 6D) یک هواپیمای ساختِ بوئینگ در کشور ایالات متحده آمریکا است. این هواپیما در ۱ آوریل ۱۹۲۸ میلادی نخستین پرواز خود را انجام داد.